# 蘇逸洪
蘇逸洪（1966年8月30日—），台灣的知名新聞主播。國立政治大學政治學系畢業。曾任台視新聞及華視新聞晩間新聞時段的當家主播。

## 學歷
- 台中一中
- 國立政治大學政治學系

## 經歷
- 中央廣播電台主持人
- TVBS新聞台執行製作、主播、採訪組組長
- 中視衛星主播、副總經理
- 中天新聞台主播
- 年代新聞台主播、主持人、董事長特助
- 台視主播、製作人、主持人
- 華視主播、主持人

## 簡史
蘇逸洪出生於台灣南投縣鹿谷鄉，從省立臺中一中畢業之後考取國立政治大學政治系，曾經嘗試過轉考至新聞系，不過最後並未被錄取，只得繼續就讀於政治系。但蘇逸洪表示，在政治系就讀時培養了邏輯訓練的能力，對日後面對新聞處理時，可以快速的整理出邏輯並推理。畢業後，蘇經由兵役時期的同袍父親的介紹及幫助，考取進入中央廣播電台擔任播音員及主持人。
四年後，蘇逸洪轉進剛開台的TVBS，報考閩南語主播並被錄取，成為TVBS的「開台元老」之一。但初期TVBS新聞部臨時取消閩南語新聞的製作，蘇於是從執行製作開始作起。但最後仍成為TVBS的新聞主播，並播報TVBS-N《晚安台灣》，TVBS頻道的《無線午報》、《無線午報-台語新聞》、《台語晚報》等節目，並擔任TVBS新聞部採訪組組長。
2000年，中視衛星聘請蘇逸洪擔任副總經理；但半年後，中視衛星與傳訊電視合併為勁道數位電視，因此蘇逸洪曾一度在當時勁道旗下的中天新聞台播報，後來又回鍋至TVBS。回鍋TVBS後，TVBS董事長邱復生邀請蘇逸洪擔任當時尚與TVBS同集團的年代電視擔任主播，但兩個月後又回到TVBS。年代與TVBS正式分家後，蘇逸洪又隨年代集團董事長邱復生轉往年代，以「董事長特助」身分坐鎮年代南部新聞中心，並擔任談話性節目《台灣開講》主持人及記者培訓工作。
2003年11月，蘇逸洪二度回到TVBS，與好友詹慶齡一起播報《TVBS晚間新聞》，這是兩人在2000年於勁道數位電視合作播新聞後第二度合作。2004年初，當時身在華視的資深主播李四端經過TVBS總經理李濤以及新聞部總監潘祖蔭的遊說之下入主，並取代了蘇逸洪與詹慶齡原來的晚間新聞時段；蘇逸洪則轉往當時正面臨瓶頸的台視。
2004年10月25日，蘇逸洪入主台視新聞當家主播，擔任台灣歷史最久的新聞節目《台視晚間新聞》的播報工作並兼任製作人。入主台視後，蘇逸洪將台視新聞帶往主打民生消費資訊的路線，受到了年輕族群的喜愛，所製作的民生消費新聞時常引起觀眾詢問，自此挽救了《台視晚間新聞》的收視率。2005年4月初，蘇逸洪也接下了台視主頻《寶島鄉土情》節目的主持工作。台灣無線數位電視啟動後，蘇逸洪擔任台視財經台《企業名人堂》主持人。2007年12月，蘇逸洪主動請辭《台視晚間新聞》主播一職，轉往節目主持與廣告代言。
2009年10月，蘇逸洪應華視之邀，主持華視節目《台灣農民力》。2010年開始後不久，華視便決定自2月1日起由蘇逸洪接任《華視晚間新聞》當家主播。2018年1月，蘇逸洪因健康因素向華視請辭，並於同月31日播完《華視晚間新聞》後正式結束逾20年新聞主播生涯。

## 曾任主播或主持人節目
| 時間                          | 頻道             | 節目                  | 備註                       |
| 時間不明                      | TVBS新聞台       | 《晚安台灣》          |                            |
| 時間不明                      | TVBS新聞台       | 《整點新聞》          |                            |
| 時間不明                      | 年代新聞台       | 《年代夜新聞》        |                            |
| 時間不明                      | 年代新聞台       | 《年代新聞3-5》       |                            |
| 時間不明                      | 年代新聞台       | 《年代頭條新聞》      |                            |
| 時間不明                      | 年代新聞台       | 《南部年代》          |                            |
| 時間不明                      | 年代新聞台       | 《年代晚間新聞》      | 與葉樹姍搭檔               |
| 時間不明                      | 年代MUCH台       | 《台灣開講》          |                            |
| 時間不明                      | TVBS             | 《無線午報》          |                            |
| 時間不明                      | TVBS             | 《無線午報—台語新聞》 |                            |
| 時間不明                      | TVBS             | 《搶救貧窮大作戰》    |                            |
| 時間不明                      | 勁道數位電視     | 《中天晚間新聞》      | 與詹慶齡搭檔               |
| 2004年1月1日─2004年9月17日    | TVBS             | 《TVBS晚間新聞》      | 與詹慶齡搭檔               |
| 2004年10月25日─2007年12月21月 | 台視             | 《台視晚間新聞》      |                            |
| 2005年4月9日─時間不明         | 台視             | 《寶島鄉土情》        |                            |
| 時間不明                      | 台視             | 《發現新台幣》        |                            |
| 2006年10月21日、2006年12月2日 | 台視             | 《台灣山水情》        | 主持第1集、第7集           |
| 2006年12月14日─2007年2月      | 台視             | 《台灣的故事》        |                            |
| 2007年4月19日─2007年12月      | 台視             | 《企業名人堂》        |                            |
| 2007年7月7日─2007年12月       | 台視             | 《玩家逍遙遊》        |                            |
| 2009年10月10日─2010年10月2日  | 華視             | 《台灣農民力》        |                            |
| 2010年2月1日─2018年1月31日    | 華視             | 《華視晚間新聞》      |                            |
| 2010年2月1日─2010年12月27日   | 華視             | 《華視新聞雜誌》      |                            |
| 2010年10月4日─2010年11月25日  | 華視             | 《華視新聞請問市長》  |                            |
| 2011年─時間待查               | 愛爾達綜合台     | 《全民我最大》        |                            |
| 2011年4月11日─時間不明        | 華視             | 《華視在地新聞》      | 台語播報，與林玉珍搭檔     |
| 2011年9月5日─2014年5月        | 華視             | 《鄉親踹講》          |                            |
| 時間不明─2011年12月25日       | 華視             | 《感恩100 有你真好》  |                            |
| 2013年─時間待查               | 華視             | 《NEWS12週報》        | 與柯念萱搭檔               |
| 2014年8月15日                 | 華視             | 《莒光園地》          | 訪談單元〈好漢笑談當年勇〉 |
| 2015年─時間待查               | 華視教育文化頻道 | 《教我六級分》        | 與補教名師柳吟搭檔         |
| 2015年5月4日─2017年4月11日    | 華視             | 《華視新聞廣場》      | 末任主持人                 |
| 時間待查                      | 東風衛視         | 《新聞炒蝦米》        |                            |
| 時間待查                      | 中天電視         | 《今晚哪裡有問題》    |                            |

## 著作
| 出版日期          | 書名                           | 出版社                 | ISBN               |
| 2000年4月15日發行 | 《心聞主播檯：蘇逸洪採訪手記》 | 英特發股份有限公司出版 | ISBN 9789579762175 |

## 廣告代言
- 台視全球資訊網《台視簡介》影片
- 中華民國財政部反自動櫃員機轉帳詐騙宣導廣告
- 佳格食品「桂格大燕麥片」
- 台灣糖業公司畜殖事業部「台糖安心豚」
- 泰宗生物科技「正甘能」

## 外部連結
- 蘇逸洪坐郵輪玩世界的Facebook專頁
- 蘇逸洪主播 華視時期播報畫面截圖 （页面存档备份，存于）

| 前任： 李偉國、劉麗惠 2004年6月28日—2004年10月24日 | 《台視晚間新聞》主播 2004年10月25日—2007年12月21日 | 繼任： 劉麗惠 2007年12月22日─2009年12月24日 |